# جيراردو مولينا
جيراردو مولينا (بالإسبانية: Gerardo Molina Ramírez)‏ هو سياسي كولومبي، ولد في 6 أغسطس 1906 في Gómez Plata ‏ في كولومبيا، وتوفي في 29 مارس 1991 في بوغوتا في كولومبيا. انتخب عضو مجلس الشيوخ في كولومبيا.